# 帕克代爾 (密歇根州)
帕克代爾（英語：Parkdale）是位於美國密歇根州馬尼斯蒂縣馬尼斯蒂鎮區的一個普查規定居民點。

## 人口
根據2020年美國人口普查的數據，帕克代爾的面積為4.01平方千米，當中陸地面積為4.01平方千米，而水域面積為0.00平方千米。當地共有人口607人，而人口密度為每平方千米151.37人。